# 郝运 (翻译家)
郝运（1925年—2019年6月10日），本名郝连栋，男，祖籍河北大城，生于江西南昌，中华人民共和国翻译家，上海市文史研究馆馆员，主要从事法国文学翻译工作。

## 生平
郝运于1946年毕业于中法大学法国文学系。此后曾任中国红十字会总会代课长、干事。中华人民共和国成立后，又任中国红十字会总会秘书、工会主席。1953年起任上海平明出版社、上海新文艺出版社编辑。1956年加入中国民主促进会。1961年起出任上海编译所所员，曾参加《法汉词典》编纂工作。1979年出任上海译文出版社翻译。1988年加入中国作家协会。

## 译著
郝运于1950年代起从事法国文学翻译，其译著包括《巴玛修道院》、《红与黑》、《小东西》、《企鹅岛》、《黑郁金香》、《磨坊书简》等。

## 奖项和荣誉
他于2002年获中国翻译协会“资深翻译家”称号，2015年获颁“中国翻译文化终身成就奖”。